# 1504
Відродження •  Доба великих географічних відкриттів •  Ганза •  Ацтецький потрійний союз •  Імперія інків

## Геополітична ситуація
Османську державу очолює Баязид II (до 1512). Королем Німеччини є Максиміліан I Габсбург. У Франції королює Людовик XII (до 1515).
Середню частину Апеннінського півострова займає Папська область. Неаполітанське королівство на півдні захопила Іспанія. Могутніми державними утвореннями півночі є Венеційська республіка, Флорентійська республіка, Генуезька республіка та герцогство Міланське.
Кастилія і Леон та Арагонське королівство об'єднані в Іспанське королівство, де править Фердинанд II Арагонський (до 1516).
В Португалії королює Мануел I (до 1521).
Генріх VII є королем Англії (до 1509), королем Данії та Норвегії Юхан II (до 1513). Сванте Нільссон є регентом Швеції. Королем Угорщини та Богемії є Владислав II Ягелончик. У Польщі королює Олександр Ягеллончик (до 1506), він же залишається князем Великого князівства Литовського.
Галичина входить до складу Польщі. Волинь належить Великому князівству Литовському. Московське князівство очолює Іван III Васильович (до 1505).
На заході євразійських степів існують Казанське ханство, Кримське ханство, Ногайська орда. У Єгипті панують мамлюки. У Китаї править династія Мін. Значними державами Індостану є Делійський султанат, Бахмані, Віджаянагара. В Японії триває період Муроматі.
У Долині Мехіко править Ацтецький потрійний союз на чолі з Монтесумою II (до 1520). Цивілізація мая переживає посткласичний період. В Імперії інків править Уайна Капак (до 1525).

## Події
- Митрополитом Київським став Іона II.
- Церковний собор у Москві засудив єресь жидівствуючих.
- Після смерті Штефана III Великого господарем Молдови став Богдан III Сліпий.
- 29 лютого, під час своєї четвертої подорожі, Христофор Колумб висадився на сучасному острові Ямайка.
- 26 листопада померла королева Ізабела Кастильська. Корона Кастилії перейшла до її доньки Хуани.
- Регентом Швеції став Сванте Нільссон.
- Французькі війська здали Гаету іспанцям. Підписавши в Ліоні мирну угоду, Франція поступилася Неаполем іспанському королю Фердинанду II Арагонському.
- Спалахнула війна між Флоренцією та Пізою.
- Бабур захопив Кабул.
- Сікандар Лоді заснував місто Агра і переніс туди свою столицю.
- Засновано султанат Сеннар.
- Почалася риболовля на Великій Ньюфаундлендській банці.

## Мистецтво
- 8 вересня у Флоренції встановлено чотириметрову статую «Давид» роботи Мікеланджело Буонарроті.
- Мануцій Альд опублікував у Венеції твори Демосфена.
- Маттіас Грюневальд намалював «Розп'яття».
- Синьйорія Флоренції замовила у Леонардо да Вінчі та Мікеланджело фрески на стінах Палаццо Веккіо.
- Рафаель намалював «Заручини Діви Марії».

## Народились
- 6 серпня — Метт'ю Паркер, архієпископ Кентерберійський, капелан короля-багатоженця Генріха VIII.

## Померли
- 2 липня — У віці 69-и років помер Стефан III Великий, господар Молдови (з 1457).